# Mellantjärnet
Mellantjärnet är en sjö i Årjängs kommun i Värmland och ingår i Göta älvs huvudavrinningsområde. Sjöns area är 0,033 kvadratkilometer och den befinner sig 194,9 meter över havet.